# ブライアン・ラウドルップ
ブライアン・ラウドルップ（Brian Laudrup, 1969年2月22日 - ）は、デンマークの元サッカー選手。オーストリア共和国ウィーン生まれでデンマーク・コペンハーゲン育ち。現役時代のポジションはFW。
同じくサッカー選手であった兄のミカエル・ラウドルップと共に「ラウドルップ兄弟」として知られる。父のフィン・ラウドルップも元サッカー選手で代表キャプテンを務めた。息子にニコライがいる。

## クラブ経歴

### 初期
1986年に地元のブレンビーIFでキャリアをスタートすると、1989年にドイツ・ブンデスリーガのバイエル・ユルティンゲンへ移籍。8月23日のハンブルガーSV戦で移籍後初ゴール(ブンデスリーガ初ゴール)を含む2ゴールを決めた。

### バイエルン
翌1990年には200万ポンドと当時のブンデスリーガ史上最高額の契約金でバイエルン・ミュンヘンへ移籍し、1990年9月1日のカイザースラウンテルン戦で移籍後初ゴールと初アシストを記録した。11月24日のヴァッテンシャイト戦では2ゴール3アシストを決め7-0での勝利に貢献。1年目はリーグ戦9ゴールを決めるなど活躍し(同シーズンはバインに次ぎ、第2位タイとなる11アシストを記録した)、スポーツビルド誌の人気投票において、ドイツ国内でプレーする選手の中で最多の票を集めた。また同年のチャンピオンズカップでは準決勝まで進出したが、レッドスターにトータルスコアで1点及ばず、決勝進出はならなかった。

### セリエA
1992年ユーロにおける、デンマーク代表での活躍もあって、夏にイタリア・セリエAのフィオレンティーナへ移籍した、9月2日のコッパ・イタリア2回戦2ndレグ、ペルージャ戦で移籍後初ゴールを決め、9月20日のアンコナ戦でセリエA初ゴールを含む2ゴール、12月6日のユベントス戦でもゴールを決めチームを勝利に導くなど、チーム共々好調であったが、次第にプレーを研究され、相手チームはドリブルを阻止するため、ラフプレー気味のファールを多発したことなどもあり、チーム共々勢次第に勢いを失った。そしてフィオレンティーナはセリエBへ降格した。
1993-94シーズン、ACミランへ1年間のレンタルで移籍をした。9月20日のUEFAチャンピオンズリーグ、FCコペンハーゲン戦にて移籍後初ゴール、10月31日のサンプドリア戦ではリーグ戦での移籍後初ゴールを挙げたが、カペッロにより主にサイドの中盤で起用され持ち味を出せず、またデサイーの加入、サビチェビッチの好調もあり、外国人枠の問題で次第に出場機会を失った。セリエA優勝、チャンピオンズリーグの優勝を経験したが(チャンピオンズリーグでは7試合でプレー）、セリエA優勝を決めたウディネーゼとの試合や、チャンピオンズリーグ決勝のFCバルセロナ戦では、バルセロナに所属する兄ミカエル共にベンチ外になった。契約は1996年までであったが、同シーズン限りでイタリアを離れた。

### レンジャース
1994年にスコットランドのレンジャーズFCへ移籍。移籍からしばらくして、FCバルセロナよりオファーを受けたが、残留を選択した。3度のリーグ優勝に貢献、1996年スコットランドカップ決勝では2得点、レンジャースファンからラウドルップファイナルと命名される活躍であった。1994-95、1996-97シーズンはスコットランドリーグの最優秀選手賞を受賞した。

### チェルシー、コペンハーゲン
1998年のフランスワールドカップ前にチェルシーと契約を結んだ。しかし選手のローテーション制を採用すると知り、契約解除を求めたが認められず、チェルシーに留まりプレーを続けた。プレミアリーグ第4節のアーセナル戦において先発でプレミアリーグデビューを果たし、6節のブラックバーン戦、7節のミドルスブラ戦ではアシストでチームの勝利に貢献、その後も3試合連続フル出場を果たしていた。UEFAカップウィナーズカップでは、FCコペンハーゲンへの移籍がほぼ決まりかけている中、チェルシーの監督ジャンルカ・ビアリの判断で、その移籍先となるFCコペンハーゲン戦に出場、チェルシーでの唯一となるチームをベスト8に進出させるゴールを決め、その試合を最後にチェルシーからコペンハーゲンへ移籍した。

### アヤックス
2000年にアヤックスへ移籍。バイエルン時代チームメートであったボウタース監督の下、アヤックスでは開幕から3試合連続ゴールを決めるなど、リーグ戦13ゴールを挙げる活躍を見せたが、怪我のため31歳にして現役を引退した。2000年4月23日のフェイエノールト戦で決めたゴールが現役ラストゴール、最後の出場は2000年5月14日、リーグ最終節のユトレヒト戦となった。

## 代表経歴
デンマーク代表としては1987年11月17日の西ドイツ戦で代表デビューを果たした（試合は0-1で敗退）。1988年に西ドイツで行われたUEFA欧州選手権1988の代表メンバーからは落選したが、大会後は19歳ながら、主力選手の一人として代表メンバーに定着していった。1990 FIFAワールドカップ イタリア大会予選では、10月11日、最終節を前に出場権を争っていたルーマニアにホームで1ゴールを決めるなど、3-0と勝利し、勝ち点を8に伸ばし、勝ち点7のルーマニアを抜いて首位に立ち、2大会連続出場に王手をかけたが、11月15日のアウエーで1-3と敗れ、土壇場で本大会出場を逃した。その後、兄のミカエルは代表招集に難色を示すようになり、兄弟が揃い踏みする機会は少なくなった。
ユーゴスラビアの代替で急遽出場した1992年のUEFA EURO '92では、堅守速攻が特徴のチームの中で、得点こそは成らなかったものの、準決勝のオランダ戦で2アシストをするなど、攻撃陣をリードし、キーパーのピーター・シュマイケルらとともに優勝の原動力となった。また同年のFIFA最優秀選手賞では第5位に選ばれた。
ヨーロッパ王者として挑んだ1994 FIFAワールドカップ欧州予選では最終節まで2位につけ、引き分けでも本大会出場が可能であったが、2位を争うスペインとの直接対決でスペインに0-1と負け、予選敗退となったが、1995年のキング・ファハド・カップ1995では、決勝でアルゼンチンを破って優勝した。
1996年のUEFA EURO '96では兄弟揃って出場を果たし、グループリーグ初戦ポルトガル戦で1ゴール、第3戦トルコ戦で2ゴールを決めたが、グループリーグ敗退に終わり大会2連覇は逃した。
1998年の1998 FIFAワールドカップではグループリーグ、初戦サウジアラビア戦、南アフリカ戦でそれぞれアシストを決め、決勝トーナメント進出に貢献、決勝トーナメント1回戦、ナイジェリア戦では決勝点を決め、準々決勝のブラジル戦ではヨルゲンセンの先制ゴールをアシストをしただけでなく、50分に2-2の同点に追いつくゴールを決めたが、2-3で敗れベスト8という結果に終わったが、大会最多タイとなる合計3アシストを決めるなど、大会後、FIFAが選ぶ大会オールスターチームの16人に兄弟揃って選ばれた。そして大会終了後に29歳でデンマーク代表から引退を表明した。代表通算成績は82試合出場21得点。

## 引退後
引退後はデンマークの放送局TV3+でUEFAチャンピオンズリーグなどのコメンテーターを務めている。また元デンマーク代表のラース・ヘグ(en)と共に「ラウドルップ&ヘグ・プロキャンプ」(Laudrup & Høgh ProCamp)を設立しユース年代の指導を行っている。2010年9月7日、自身がコメンテーターを務める番組内で、悪性リンパ腫を患っていることを公表したが、後に全快したことが発表された。

## その他
スピードがあり、ドリブルの名手として知られていた一方で、本人も酷いと認める程、ヘディングを苦手としていた。
少年時代のアイドルは兄・ミカエル同様にヨハン・クライフであり、兄・ミカエルの所属チームであるFCバルセロナの監督がクライフであることは感慨深いと話していた。

## 代表歴

### 出場大会
- デンマーク代表
  - 1998 FIFAワールドカップ

### 試合数
- 国際Aマッチ 79試合 20得点（1988年-1998年）[29]

| デンマーク代表 | 国際Aマッチ | 国際Aマッチ |
| 年             | 出場        | 得点        |
| -------------- | ----------- | ----------- |
| 1988           | 1           | 0           |
| 1989           | 13          | 3           |
| 1990           | 5           | 1           |
| 1991           | 0           | 0           |
| 1992           | 13          | 0           |
| 1993           | 9           | 2           |
| 1994           | 8           | 1           |
| 1995           | 8           | 2           |
| 1996           | 8           | 5           |
| 1997           | 5           | 3           |
| 1998           | 9           | 3           |
| 通算           | 79          | 20          |

## 個人タイトル
- スコットランドPFA年間最優秀選手賞 : 1回（1994-95,1996-97）
- スコットランド・サッカー記者協会年間最優秀選手賞 : 2回（1995,1997）
- デンマーク年間最優秀選手賞 : 4回（1988,1992,1995,1997）
- 欧州選手権ベストイレブン : 1992
- FIFA100 : 1回（2004）